# Palais de Glace (Antwerpen)

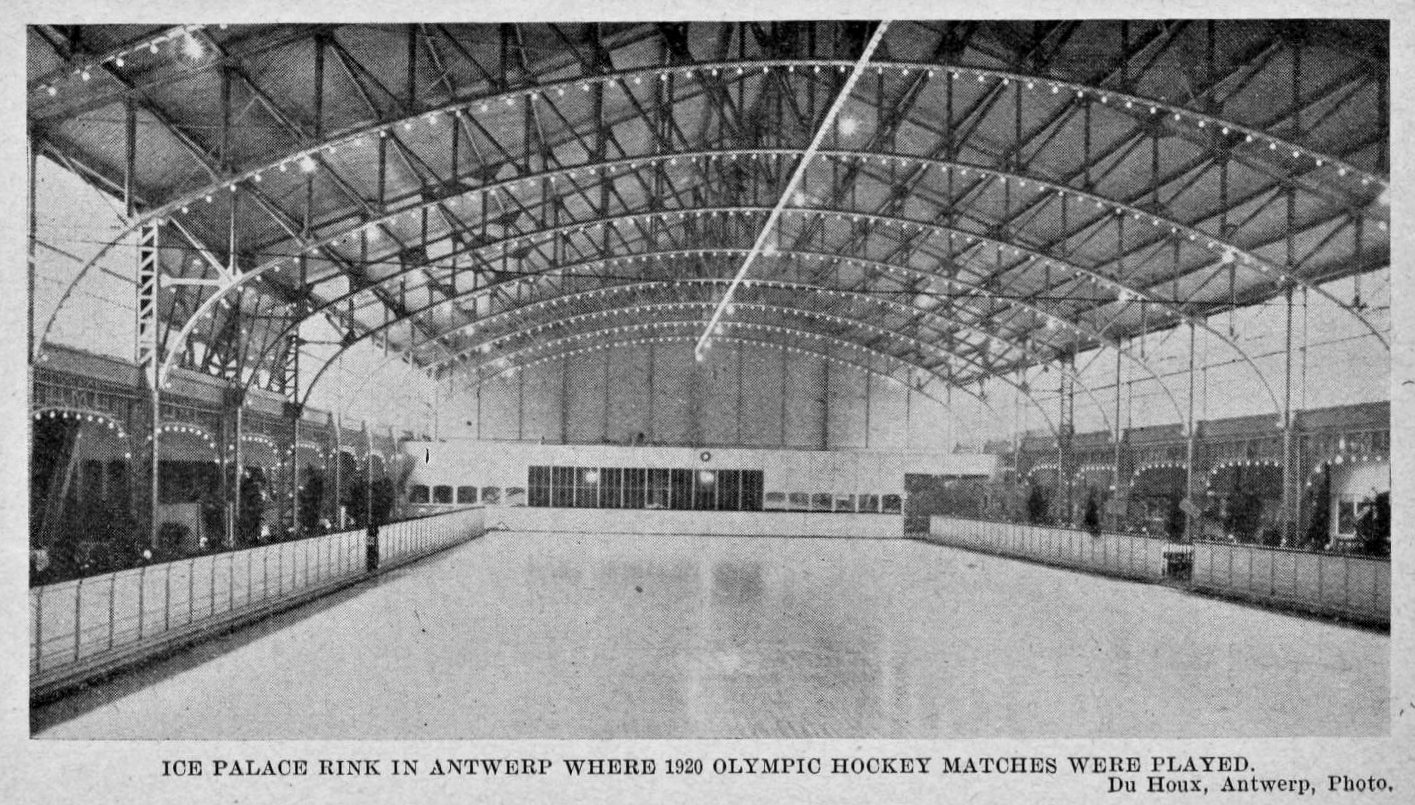
Innenansicht, Stand 1920

Der Palais de Glace (französisch für Eispalast) war eine Eislaufhalle in der belgischen Stadt Antwerpen.
Das Gebäude entstand 1910 nach einem Entwurf des Architekten Walter Van Kuyck als Halle zum Rollschuhlaufen an der Gezondstraat, heute Henri van Heurckstraat, mit einer Fläche von 75 auf 25 Metern. Bereits 1913 wurde sie in eine Eislaufhalle umgewandelt, die Eisbahn betrug 56 mal 18 Meter. Während der Olympischen Sommerspiele 1920 war der Palais de Glace Austragungsort sowohl der Eiskunstlauf- als auch der Eishockeywettbewerbe. 1923 fanden in der Halle die Spiele der Eishockey-Europameisterschaft statt.
In den Folgejahren wurde das Gebäude zu gewerblichen Zwecken umgebaut und diente unter anderem der Taxizentrale der Stadt als Unterstellmöglichkeit für ihre Fahrzeuge; zuletzt fungierte es unter der Bezeichnung Garage Leopold als Parkhaus. Anfang 2016 wurde der Komplex abgerissen; an seiner Stelle entstehen Wohngebäude.